# Feminismo na Índia
O feminismo na Índia é um conjunto de movimentos que visam definir, estabelecer e defender direitos e oportunidades políticas, económicas e sociais iguais para as mulheres na Índia. É a busca dos direitos das mulheres dentro da sociedade da Índia. Como as suas contrapartes feministas em todo o mundo, as feministas na Índia buscam a igualdade de género: o direito de trabalhar por salários iguais, o direito de acesso igual à saúde e educação, e direitos políticos iguais. As feministas indianas também lutaram contra questões específicas da cultura dentro da sociedade patriarcal da Índia, como as leis de herança.

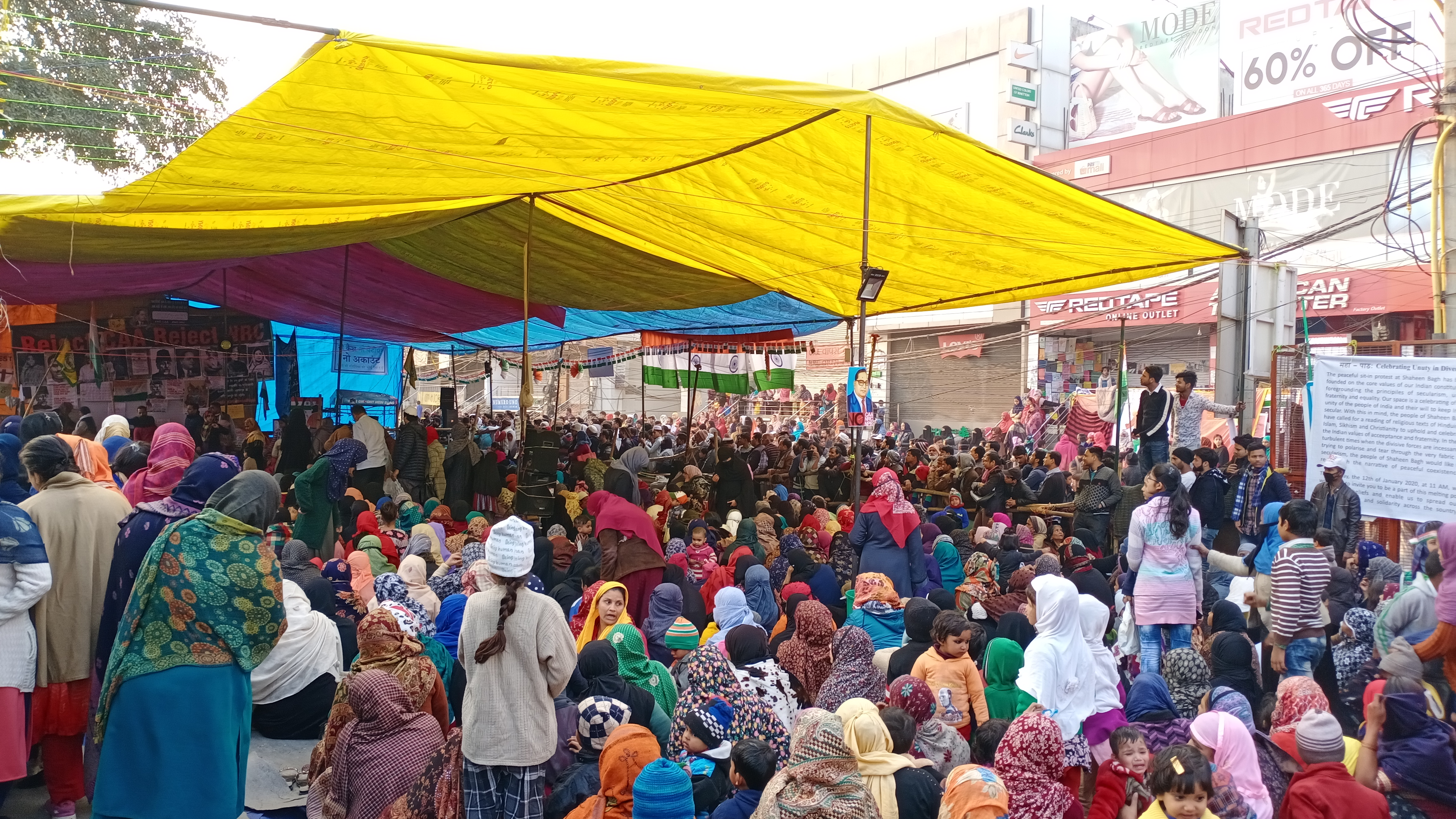
Mulheres a participar no protesto de Shaheen Bagh em 2020

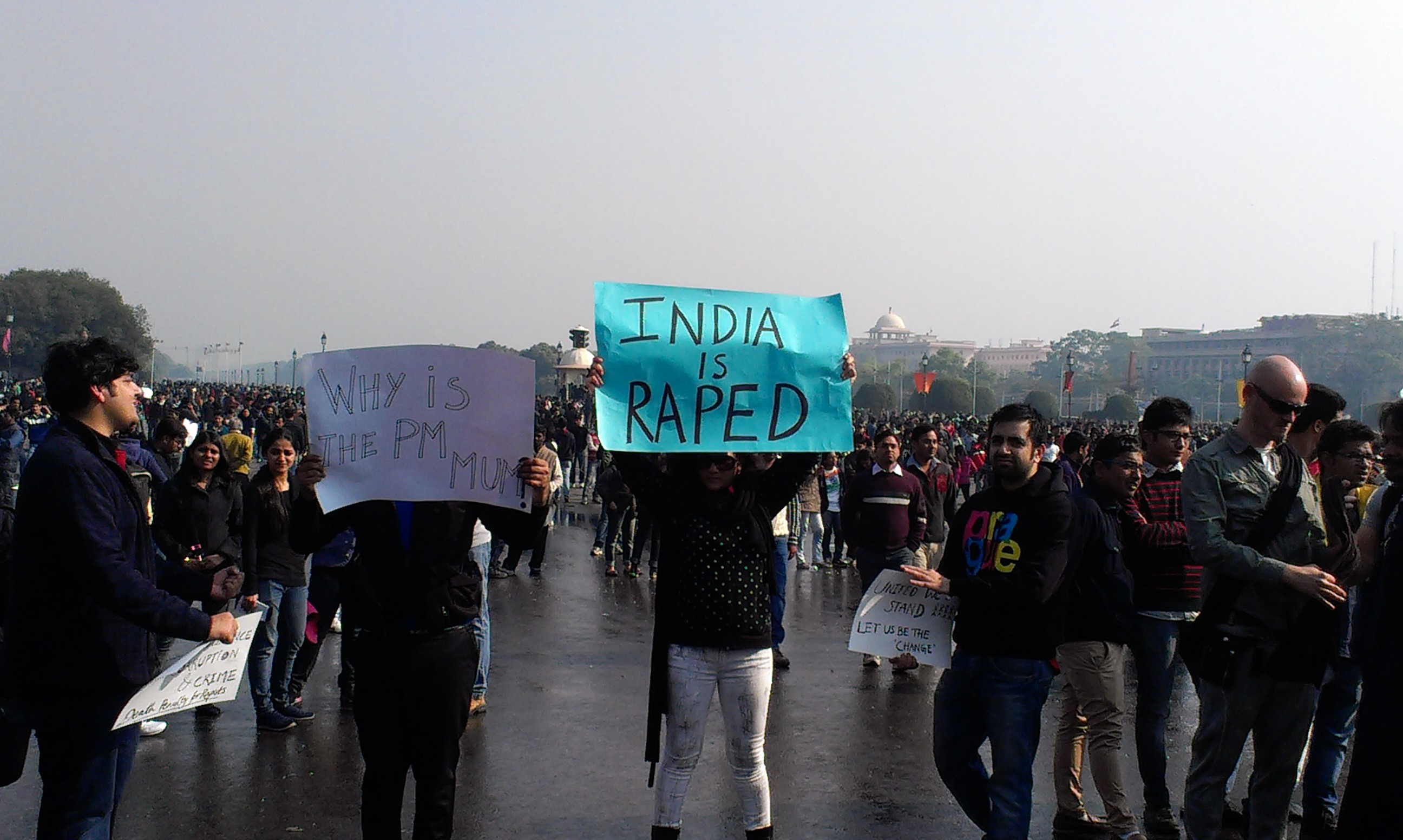
Protesto contra a violação coletiva e assassinato em Delhi em 2012

A história do feminismo na Índia pode ser dividida em três fases: a primeira fase, iniciada em meados do século XIX, iniciada quando os reformistas começaram a falar a favor dos direitos das mulheres fazendo reformas na educação, costumes envolvendo as mulheres; a segunda fase, de 1915 até a independência da Índia, quando Gandhi incorporou os movimentos de mulheres ao movimento Quit India e as organizações independentes de mulheres começaram a surgir; e, finalmente, a terceira fase, pós-independência, que se concentrou no tratamento justo das mulheres em casa após o casamento, na força laboral e no direito à paridade política.
Apesar do progresso feito pelos movimentos feministas indianos, as mulheres que vivem na Índia moderna ainda enfrentam muitos problemas de discriminação. A cultura patriarcal da Índia tornou desafiador o processo de obtenção de direitos de propriedade da terra e acesso à educação. Nas últimas duas décadas, também surgiu uma tendência de aborto seletivo por sexo. Para as feministas indianas, isso é visto como injustiças contra as quais vale a pena lutar e o feminismo é muitas vezes mal interpretado pelos indianos como dominação feminina em vez de igualdade.
Como no Ocidente, houve algumas críticas aos movimentos feministas na Índia. Elas foram especialmente criticadas por se concentrarem demais em mulheres privilegiadas e negligenciarem as necessidades e a representação de mulheres de castas mais pobres ou inferiores. Isso levou à criação de organizações e movimentos feministas específicos de castas.
O papel das mulheres nas estruturas sociais pré-coloniais revela que o feminismo foi teorizado de forma diferente na Índia e no Ocidente. Na Índia, as questões das mulheres começaram a ser abordadas quando o Estado encomendou um relatório sobre a situação das mulheres  a um grupo de investigadoras e ativistas feministas. O relatório reconheceu o facto de que na Índia as mulheres eram oprimidas sob um sistema de hierarquias estruturais e injustiças. Durante esse período, as feministas indianas foram influenciadas pelos debates ocidentais sobre a violência contra as mulheres. No entanto, devido à diferença na cultura histórica e social da Índia, o debate em favor das mulheres indianas teve que ser conduzido de forma criativa, e certas ideias ocidentais tiveram que ser rejeitadas. As questões femininas começaram a ganhar destaque internacional quando a década de 1975-1985 foi declarada a Década das Nações Unidas para as Mulheres.
As feministas indianas enfrentam certos obstáculos na sociedade indiana que não estão presentes ou tão prevalentes na sociedade ocidental. Embora as feministas indianas tenham o mesmo objetivo final que as suas contrapartes ocidentais, a sua versão do feminismo pode diferir de muitas formas para lidar com o tipo de questões e circunstâncias que enfrentam na sociedade patriarcal moderna da Índia. As feministas indianas tentam desafiar a estrutura patriarcal da sua sociedade de várias maneiras. Sampat Pal Devi é uma ex-funcionária do governo e mãe de cinco filhos, que notou abuso doméstico e violência na sua própria comunidade enquanto crescia na Índia. Como resultado, ela decidiu iniciar um grupo de vigilantes conhecido como 'Gula Gulabi' que rastreia os agressores e os espanca com varas de bambu até que se acredite que eles se arrependeram e as vítimas foram suficientemente vingadas. Na área da religião, as feministas indianas chamam a atenção para a poderosa imagem de deusas femininas no hinduísmo. Eles também apontam a pré-história matriarcal da sociedade indiana e enfatizam o facto de que houve períodos da história indiana que não foram patriarcais e que existiram comunidades predominantemente femininas e matriarcais.
As mulheres indianas negociam a sobrevivência por meio de uma série de estruturas familiares patriarcais opressivas: idade, relacionamento com os homens através da família de origem, casamento e procriação e atributos patriarcais. Exemplos de atributos patriarcais incluem dote, filhos homens com filhos, etc., parentesco, casta, comunidade, aldeia, mercado e Estado. Deve-se, no entanto, notar que várias comunidades na Índia, como os Nairs de Kerala, Shettys de Mangalore, certos clãs Marathi e famílias bengalis, exibem tendências matriarcais. Nessas comunidades, o chefe da família é a mulher mais velha, e não o homem mais velho. A cultura sikh também é considerada relativamente neutra em termos de género.
Na Índia, das comunidades reconhecidas na Constituição nacional como Tribos Agendadas, "algumas... [são] matriarcais e matrilineares" "e, portanto, são conhecidas por serem mais igualitárias." De acordo com o entrevistador Anuj Kumar, Manipur, "tem uma sociedade matriarcal", mas isso pode não ser uma avaliação académica. Manipur foi governada por fortes dinastias e a necessidade de expansão das fronteiras, esmagando quaisquer ameaças externas, etc. envolveu os homens. Então, as mulheres tinham que se encarregar da casa.
A heterogeneidade da experiência indiana revela que existem múltiplos patriarcados, contribuindo para a existência de múltiplos feminismos. Assim, o feminismo na Índia não é uma orientação teórica singular; mudou ao longo do tempo em relação às realidades históricas e culturais, níveis de consciência, perceções e ações de mulheres individuais e mulheres como um grupo. A definição amplamente utilizada é "Uma consciência da opressão e exploração das mulheres na sociedade, no trabalho e na família, e ação consciente de mulheres e homens para mudar essa situação". Reconhecer o sexismo na vida cotidiana e tentar desafiá-lo e eliminá-lo por meio da desconstrução de noções mutuamente excludentes de feminilidade e masculinidade como categorias biologicamente determinadas abre caminho para uma sociedade equitativa para homens e mulheres.
A dicotomia masculino e feminino de opostos polares com o primeiro oprimindo o último em todos os momentos é refutada no contexto indiano porque foram os homens que iniciaram os movimentos de reforma social contra vários males sociais. O patriarcado é apenas uma das hierarquias. As hierarquias relacionais entre mulheres de uma mesma família são mais adversas. Aqui as mulheres são colocadas umas contra as outras. Nem todas as mulheres são impotentes o tempo todo.
Tem havido intensos debates dentro dos movimentos de mulheres indianas sobre a relação entre o feminismo ocidental e indiano. Muitas feministas indianas reivindicam simultaneamente uma sensibilidade "indiana" específica, bem como uma solidariedade feminista internacional com grupos e indivíduos em todo o mundo. A ascensão do feminismo liberal no Ocidente na década de 1970 concentrou-se profundamente nas reivindicações por oportunidades iguais na educação e no emprego, bem como no fim da violência contra as mulheres. Em grande medida, o movimento feminista emergente na Índia foi influenciado pelos ideais ocidentais. Estes pediram educação e direitos iguais, mas também adaptaram os seus apelos a questões e preocupações locais, como violência relacionada ao dote contra mulheres, Sati, aborto seletivo por sexo e violação sob custódia. Algumas feministas indianas sugeriram que essas questões não são especificamente de natureza "indiana", mas sim um reflexo de uma tendência mais ampla de opressão patriarcal das mulheres.
De acordo com Maitrayee Chaudhuri, ao contrário do movimento feminista ocidental, o movimento da Índia foi iniciado por homens e, posteriormente, acompanhado por mulheres. Mas o feminismo como uma iniciativa começou de forma independente um pouco mais tarde em Maharashtra ao ser pioneira nos direitos e educação das mulheres: Savitribai Phule, que iniciou a primeira escola para meninas na Índia (1848); Tarabai Shinde, que escreveu o primeiro texto feminista da Índia Stri Purush Tulana (Uma comparação entre mulheres e homens) em 1882; e Pandita Ramabai, que criticou o patriarcado e o sistema de castas no hinduísmo, casou-se fora da sua casta e converteu-se ao cristianismo (década de 1880). Os esforços dos reformadores bengalis incluíram a abolição do sati, que era a morte de uma viúva queimada na pira funerária do seu marido, abolindo o costume do casamento infantil, abolindo a desfiguração de viúvas, introduzindo o casamento de viúvas hindus de casta superior, promovendo a educação das mulheres, obtendo direitos legais para que as mulheres possuíssem propriedades e exigindo que a lei reconheça o estatuto das mulheres concedendo-lhes direitos básicos em questões como a adoção.
O século XIX foi o período que viu a maioria das questões femininas ganhar destaque e as reformas começaram a ser feitas. Muitas das primeiras reformas para as mulheres indianas foram conduzidas por homens. No entanto, no final do século XIX, a eles se juntaram as suas esposas, irmãs, filhas, protegidas e outros indivíduos diretamente afetados por campanhas como as realizadas pela educação das mulheres. No final do século XX, as mulheres ganharam maior autonomia através da formação de organizações próprias de mulheres independentes. No final dos anos 30 e 40, uma nova narrativa começou a ser construída sobre o "ativismo das mulheres". Isso foi recentemente investigado e expandido com a visão de criar vínculos 'lógicos' e orgânicos entre feminismo e marxismo, bem como com anticomunalismo e anticastismo, etc. A Constituição da Índia garantiu a "igualdade entre os sexos", o que criou uma relativa calmaria nos movimentos de mulheres até a década de 1970.
Durante os anos de formação dos movimentos pelos direitos das mulheres, a diferença entre os sexos era mais ou menos tida como certa, pois os seus papéis, funções, objetivos e desejos eram diferentes. Como resultado, eles não só deveriam ser criados de maneira diferente, mas também tratados de maneira diferente. Com o passar do tempo, essa própria diferença tornou-se uma das principais razões para iniciar os movimentos de mulheres. Os reformadores do início do século XIX argumentaram que a diferença entre homens e mulheres não era motivo para a sujeição das mulheres na sociedade. No entanto, os reformadores posteriores eram da opinião de que, de facto, era essa diferença específica que subjugava as mulheres aos seus papéis na sociedade, por exemplo, como mães. Portanto, havia a necessidade do cuidado adequado dos direitos das mulheres. Com a formação de organizações de mulheres e a sua própria participação em campanhas, os seus papéis como mães foram novamente enfatizados, mas sob uma luz diferente: desta vez o argumento era pelo direito das mulheres à fala, educação e emancipação. No entanto, a imagem da mulher com a mãe como um símbolo sofreu alterações ao longo do tempo – da ênfase na família à criação de uma figura materna arquetípica, evocando imagens profundas, muitas vezes atávicas.

### Primeira fase: 1850-1915

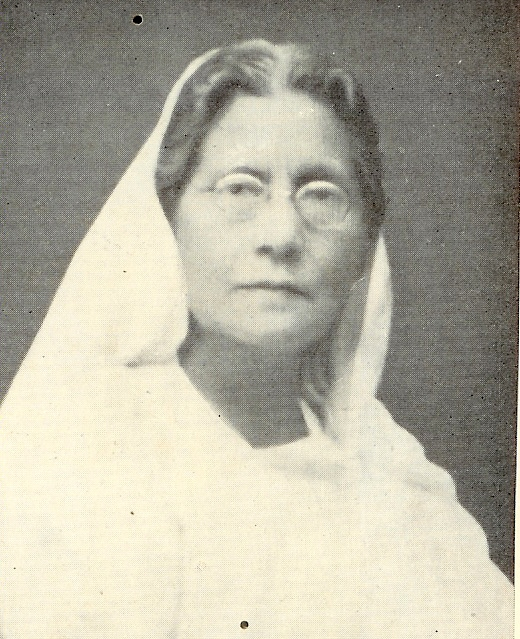
Kamini Roy (poeta e sufragista) tornou-se a primeira mulher formada com honras na Índia em 1886.

O negócio colonial na modernidade trouxe conceitos de democracia, igualdade e direitos individuais. A ascensão do conceito de nacionalismo e a introspecção de práticas discriminatórias provocaram movimentos de reforma social relacionados às relações de casta e género. Esta primeira fase do feminismo na Índia foi iniciada por homens para erradicar os males sociais da sati (imolação de viúvas), para permitir o recasamento de viúvas, proibir o casamento infantil e reduzir o analfabetismo, bem como regular a idade de consentimento e assegurar os direitos de propriedade por meio de intervenção legal. Além disso, algumas mulheres hindus de castas superiores rejeitaram as restrições que enfrentavam sob as tradições bramânicas. No entanto, os esforços para melhorar o estatuto das mulheres na sociedade indiana foram um pouco frustrados no final do século XIX, quando surgiram movimentos nacionalistas na Índia. Esses movimentos resistiram às 'intervenções coloniais nas relações de género', particularmente nas áreas das relações familiares. Em meados do século XIX, havia uma forma nacional de resistência a quaisquer esforços coloniais feitos para "modernizar" a família hindu. Isso incluiu a controvérsia da Idade do Consentimento que eclodiu depois do governo ter tentado aumentar a idade do casamento para as mulheres.
Vários estados indianos foram governados por mulheres durante o avanço colonial britânico, incluindo Jhansi (Rani Laxmibai), Kittur (Rani Chennama), Bhopal (Quidisa Begum) e Punjab (Jind Kaur).

### Segunda fase: 1915-1947
Durante este período, a luta contra o domínio colonial intensificou-se. O nacionalismo tornou-se a causa preeminente. Reivindicar a superioridade indiana tornou-se a ferramenta do revivalismo cultural, resultando num modelo essencial de feminilidade indiana semelhante ao da feminilidade vitoriana: especial, mas separado do espaço público. Gandhi legitimou e expandiu as atividades públicas das mulheres indianas, iniciando-as no movimento de desobediência civil não-violenta contra o Raj britânico. Ele exaltou os seus papéis femininos de cuidado, abnegação, sacrifício e tolerância; e esculpiu um nicho para aquelas na arena pública. As mulheres camponesas desempenharam um papel importante nas satyagrahas rurais de Borsad e Bardoli. Surgiram organizações exclusivamente femininas, como a All India Women's Conference (AIWC) e a National Federation of Indian Women (NFIW). As mulheres estavam a lutar com questões relacionadas ao escopo da participação política das mulheres, direito de voto das mulheres, prémios comunitários e papéis de liderança em partidos políticos.
A década de 1920 foi uma nova era para as mulheres indianas e é definida como o 'feminismo' que foi responsável pela criação de associações de mulheres localizadas. Essas associações enfatizaram as questões de educação das mulheres, desenvolveram estratégias de subsistência para as mulheres da classe trabalhadora e também organizaram associações de mulheres em nível nacional, como a All India Women's Conference. A AIWC estava intimamente ligada ao Congresso Nacional Indiano. Sob a liderança de Mahatma Gandhi, trabalhou dentro dos movimentos de liberdade nacionalistas e anticolonialistas. Isso fez com que a mobilização em massa das mulheres fosse parte integrante do nacionalismo indiano. As mulheres, portanto, foram uma parte muito importante de vários esforços nacionalistas e anticoloniais, incluindo os movimentos de desobediência civil na década de 1930.
Após a independência, a All India Women's Conference continuou a operar e em 1954 o Partido Comunista Indiano formou a sua própria ala feminina conhecida como Federação Nacional de Mulheres Indianas. No entanto, as agendas e movimentos feministas tornaram-se menos ativos logo após a independência da Índia em 1947, pois as agendas nacionalistas sobre a construção da nação tiveram precedência sobre as questões feministas.
A participação das mulheres na luta pela liberdade desenvolveu a sua consciência crítica sobre o seu papel e direitos na Índia independente. Isso resultou na introdução do sufrágio e dos direitos cívicos das mulheres na constituição indiana. Havia provisão para a elevação das mulheres por meio de ações afirmativas, saúde materna e prestação de cuidados infantis (creches), salário igual para trabalho igual, etc. O estado adotou um papel paternalista em relação às mulheres. Por exemplo, a constituição da Índia afirma que as mulheres são uma "secção mais fraca" da população e, portanto, precisam de assistência para funcionar como iguais. Assim, as mulheres na Índia não tiveram que lutar por direitos básicos como as mulheres no Ocidente. A utopia terminou logo quando as ideologias e estruturas sociais e culturais deixaram de honrar os conceitos recém-adquiridos de direitos fundamentais e democracia.

### Pós-1947

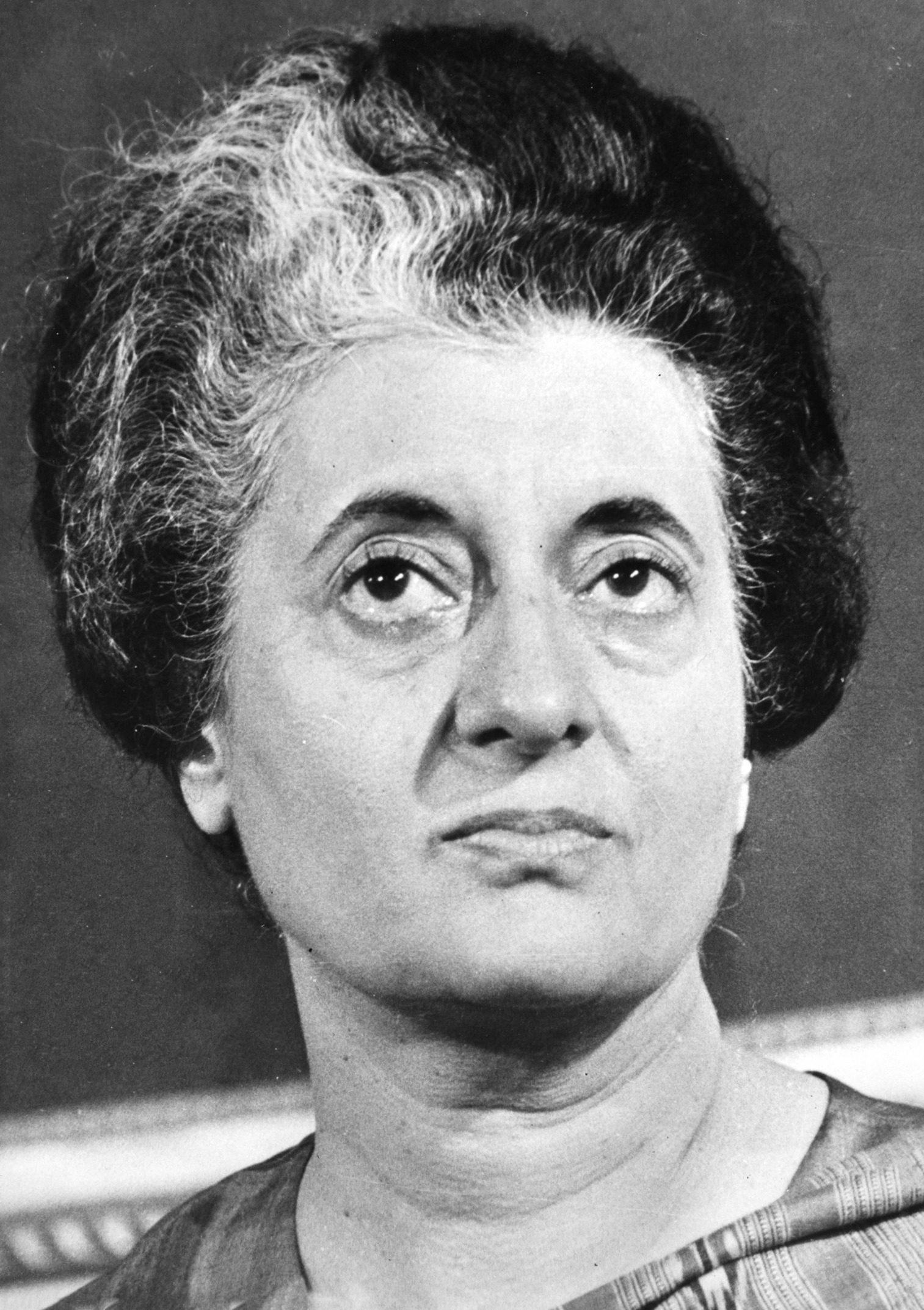
Indira Gandhi (nascida Nehru) era a única filha do primeiro primeiro-ministro da Índia, Jawaharlal Nehru. Ela é a primeira e única mulher primeira-ministra da Índia e a segunda primeira-ministra com maior tempo de serviço no cargo.

As feministas pós-independência começaram a redefinir até que ponto as mulheres podiam se engajar na força laboral. Antes da independência, a maioria das feministas aceitava a divisão sexual dentro da força de trabalho. No entanto, as feministas da década de 1970 desafiaram as desigualdades estabelecidas e lutaram para revertê-las. Essas desigualdades incluíam salários desiguais para as mulheres, rebaixamento das mulheres para esferas de trabalho 'não qualificadas' e restrição das mulheres como exército de reserva para o trabalho. Em outras palavras, o objetivo das feministas era abolir o serviço gratuito de mulheres que estavam a ser usadas essencialmente como capital barato. A consciência de classe feminista também entrou em foco na década de 1970, com as feministas reconhecendo as desigualdades não apenas entre homens e mulheres, mas também dentro de estruturas de poder como casta, tribo, idioma, religião, região, classe, etc. Isto também representou um desafio para as feministas ao moldar as suas campanhas exageradas, pois tinha que haver um foco nos esforços para garantir que o cumprimento das reivindicações de um grupo não criasse mais desigualdades para outro. Agora, no início do século XXI, o foco do movimento feminista indiano foi além de tratar as mulheres como membros úteis da sociedade e um direito à paridade, mas também ter o poder de decidir o curso das suas vidas pessoais e o direito de autodeterminação.
Em 1966, Indira Gandhi tornou-se a primeira mulher primeira-ministra da Índia. Ela serviu como primeira-ministra da Índia por três mandatos consecutivos (1966-1977) e um quarto mandato de 1980 até ser assassinada em 1984.
A Secção 53A do Código de Processo Penal da lei indiana de 1973 estabelece certas disposições para o exame médico do acusado. A Secção 164A do Código de Processo Penal trata do exame médico da vítima.
Mary Roy ganhou uma ação judicial em 1986, contra a legislação de herança da sua comunidade cristã síria keralita na Supremo Tribunal. O julgamento garantiu direitos iguais para mulheres cristãs sírias com os seus irmãos do sexo masculino em relação à sua propriedade ancestral. Até então, a sua comunidade cristã síria seguia as disposições da Lei de Sucessão de Travancore de 1916 e da Lei de Sucessão de Cochin, de 1921, enquanto que em outros lugares da Índia a mesma comunidade seguia a Lei de Sucessão Indiana de 1925.
Em 1991, o Supremo Tribunal de Kerala restringiu a entrada de mulheres acima de 10 anos e abaixo de 50 anos do Santuário Sabarimala, pois estavam em idade de menstruar. No entanto, em 28 de setembro de 2018, o Supremo Tribunal da Índia suspendeu a proibição de entrada de mulheres, tendo afirmado que a discriminação contra as mulheres por qualquer motivo, mesmo religioso, é inconstitucional.
O estado de Kerala é frequentemente visto como o líder progressista ideal no movimento dos direitos das mulheres na Índia entre os estados. Kerala mantém níveis relativos muito altos de alfabetização e saúde das mulheres, bem como maior herança feminina e direitos de propriedade. Por exemplo, um estudo de 1998 conduzido por Bina Agarwal descobriu que enquanto apenas 13% de todas as mulheres na Índia com pais proprietários herdaram essa terra como filhas, 24% dessas mulheres foram capazes de fazê-lo no estado de Kerala. Isso é importante porque foi demonstrado que medidas para melhorar esse acesso à propriedade e independência económica por meio de canais como a educação não apenas melhoram diretamente o bem-estar e as capacidades das mulheres, mas também reduzem o seu risco de exposição à violência conjugal ou a qualquer tipo de violência doméstica.
A Lei de Proteção das Mulheres contra a Violência Doméstica de 2005 é uma lei do Parlamento da Índia promulgada para proteger as mulheres da violência doméstica. Foi colocada em vigor pelo governo indiano a partir de 26 de outubro de 2006. A lei fornece pela primeira vez na lei indiana uma definição de "violência doméstica", sendo essa definição ampla e incluindo não apenas a violência física, mas também outras formas de violência, como abuso emocional/verbal, sexual e económico. É uma lei civil destinada principalmente a ordens de proteção e não a penalizar criminalmente. No entanto, de acordo com o estudo recente, 51,5% dos homens sofreram a violência das suas esposas/parceiras. Muitos homens sentem-se mal em compartilhar que estão a ser espancados pelas suas esposas. Além disso, de acordo com a pesquisa, homens casados relataram a violência doméstica.
A Lei de Assédio Sexual de Mulheres no Local de Trabalho (Prevenção, Proibição e Reparação) de 2013 é um ato legislativo na Índia que visa proteger as mulheres do assédio sexual no seu local de trabalho. A lei entrou em vigor em 9 de dezembro de 2013. A Lei Criminal (Emenda) de 2013 introduziu mudanças no Código Penal Indiano, tornando o assédio sexual uma ofensa expressa sob a Secção 354 A, que é punível com até três anos de prisão e/ou multa. A Emenda também introduziu novas secções que tornam ofensas atos como tirar a roupa de uma mulher sem consentimento, perseguição e atos sexuais por pessoa em posição de autoridade. Também tornou os ataques com ácido um delito específico com pena de prisão não inferior a 10 anos e que se pode estender a prisão perpétua e com multa. A definição de violação sob a lei foi expandida para considerar violação como qualquer ato como penetração por pénis, ou qualquer objeto ou qualquer parte do corpo em qualquer extensão, na vagina, boca, uretra ou ânus de uma mulher ou fazê-la fazê-lo com outra pessoa ou aplicação de boca a órgãos sexuais sem o consentimento ou vontade da mulher constitui crime de violação. A secção também esclareceu que penetração significa "penetração em qualquer extensão", e a falta de resistência física é irrelevante para constituir um delito. Salvo em certas situações agravadas a pena será de prisão não inferior a sete anos, mas que se pode estender a prisão perpétua, sendo também passível de multa. Em situações agravadas, a pena será de prisão rigorosa por um período não inferior a dez anos, mas que pode estender-se a prisão perpétua, sendo também passível de multa. Os estatutos revistos da lei indiana de 2013, na seção 376A, também exigem punição mínima em certos casos. Por exemplo, se a agressão sexual infligir uma lesão que causa a morte ou deixa a vítima em estado vegetativo persistente, então o violador condenado deve ser sentenciado a prisão rigorosa de pelo menos vinte anos e até o restante da vida natural ou com pena de morte." No caso de "violação coletiva", a mesma condenação obrigatória passou a ser exigida por lei. O condenado também é obrigado a pagar uma indemnização à vítima que será razoável para cobrir as despesas médicas e a reabilitação da vítima, e de acordo com a Seção 357 B do Código de Processo Penal. A pena de morte para os casos de violação mais extremos é especificada. A nova lei tornou obrigatório para todos os hospitais públicos e privados da Índia fornecer primeiros socorros e tratamento médico gratuitos às vítimas de violação. A lei de 2013 também aumentou a idade de consentimento de 16 anos para 18 anos, e qualquer atividade sexual com menores de 18 anos, independentemente do consentimento, agora constitui violação estatutária.
Em maio de 2013, o Supremo Tribunal da Índia considerou que o teste de dois dedos numa vítima de violação viola o seu direito à privacidade e pediu ao governo de Delhi que fornecesse melhores procedimentos médicos para confirmar a agressão sexual.
Em 2014, um tribunal de família indiano em Mumbai decidiu que um marido que se opusesse ao facto de sua esposa usar kurta e jeans e forçá-la a usar um sari era crueldade, o que levou a esposa a obter o divórcio. Em 2016, um julgamento do tribunal superior de Delhi foi tornado público no qual foi decidido que o membro feminino mais velho de uma Família Indivisa Hindu pode ser o seu "Karta".
Em 2018, o Supremo Tribunal da Índia derrubou uma lei que tornava crime um homem fazer sexo com uma mulher casada sem a permissão do marido. Antes de novembro de 2018, as mulheres eram proibidas de escalar a montanhaAgasthyarkoodam. Uma decisão judicial retirou a proibição.
Apesar dos avanços "no papel", permanecem ainda muitos problemas que inibem as mulheres de aproveitarem plenamente os novos direitos e oportunidades na Índia.
Existem muitas tradições e costumes que têm sido uma parte importante da cultura indiana por centenas de anos. As leis e expectativas religiosas, ou "leis pessoais" enumeradas por cada religião específica, muitas vezes entram em conflito com a Constituição Indiana, eliminando direitos e poderes que as mulheres deveriam ter legalmente. Apesar desses cruzamentos na legalidade, o governo indiano não interfere na religião e nas leis pessoais que estas possuem. A sociedade indiana é em grande parte composta de sistemas hierárquicos dentro de famílias e comunidades. Essas hierarquias podem ser divididas em idade, sexo, relações de parentesco (dentro das famílias) e casta, linhagem, riqueza, ocupações e relação com o poder dominante (dentro da comunidade). Quando surgem hierarquias dentro da família baseadas em convenções sociais e necessidades económicas, as meninas de famílias mais pobres sofrem o dobro do impacto da vulnerabilidade e da estabilidade. Desde o nascimento, as meninas têm automaticamente direito a menos; desde o recreio, à comida, à educação, as meninas podem esperar sempre ter direito a menos do que os seus irmãos. As meninas também têm menos acesso ao rendimento e aos bens da sua família, o que é agravado entre as famílias pobres e rurais indianas. Desde o início, entende-se que as mulheres serão sobrecarregadas com trabalho extenuante e responsabilidades exaustivas pelo resto das suas vidas, sempre com pouca ou nenhuma compensação ou reconhecimento.
A Índia também é uma sociedade patriarcal, que, por definição, descreve culturas nas quais os homens, como pais ou maridos, são considerados os responsáveis e os chefes oficiais das famílias. Um sistema patrilinear governa a sociedade, onde a descendência e a herança são traçadas através da linha masculina e os homens geralmente controlam a distribuição dos recursos familiares.
Estas tradições e modos de vida indianos estão em vigor há tanto tempo que esse tipo de estilo de vida é o que as mulheres se habituaram e esperam. As mulheres indianas muitas vezes não tiram pleno proveito dos seus direitos constitucionais porque não estão devidamente cientes ou informadas sobre eles. As mulheres também tendem a ter uma má utilização dos direitos de voto porque possuem baixos níveis de consciência política e sentido de eficácia política. As mulheres nem sempre são encorajadas a informarem-se sobre as questões. Devido a isso, os partidos políticos não investem muito tempo em candidatas do sexo feminino porque há uma perceção de que elas são um "investimento desperdiçado".
A proporção de mulheres para homens na Índia é de 933 para 1.000, mostrando que há numericamente menos mulheres no país do que homens. Isso deve-se  a vários fatores, incluindo infanticídios, mais comumente entre bebés do sexo feminino, e os cuidados inadequados de bebés do sexo feminino e mulheres grávidas. Embora proibidos, os infanticídios ainda são muito comuns na Índia rural e continuam a tornar-se ainda mais proeminentes. Isso deve-se ao facto, principalmente nas áreas rurais, de que as famílias não podem arcar com filhos do sexo feminino por causa do dote que devem pagar quando a filha se casa. Assim como o infanticídio, o pagamento do dote também é ilegal, mas ainda é uma ocorrência frequente e prevalecente na Índia rural. As mulheres são consideradas "inúteis" pelos seus maridos se não forem "capazes" de produzir um filho homem, e muitas vezes podem enfrentar muitos abusos se esse for o caso.

### Rácio de nascimentos
Entre os anos de 1991 a 2001, a proporção mulher-homem da população da Índia caiu de 94,5 meninas por 100 meninos para 92,7 meninas por 100 meninos. Algumas partes do país, como Kerala, não sofreram tal declínio, mas nos estados indianos mais ricos de Punjab, Haryana, Gujarat e Maharashtra, a proporção mulher-homem caiu muito acentuadamente (a proporção mulher-homem nesses estados estavam entre 79,3 e 87,8). Esta é a evidência da desigualdade de natalidade e uma indicação de que o aborto seletivo por sexo se tornou mais difundido. O parlamento indiano proibiu o uso de técnicas de determinação de sexo para fetos devido a isso, mas a aplicação dessa lei foi amplamente ignorada.

### Casamento
A maior parte da vida da mulher indiana média é passada no casamento; muitas mulheres ainda são casadas antes da idade legal de 18 anos, e a incidência de não-casamento é baixa na Índia. Ter filhos e criar filhos são as prioridades do início da idade adulta para as mulheres indianas. Assim, se elas entram na força de trabalho, é muito mais tarde do que os homens indianos. Os homens indianos urbanos atingem o pico de sua participação na força de trabalho entre as idades de 25 e 29 anos, enquanto que as mulheres indianas urbanas o fazem entre as idades de 40 e 44 anos. Por causa disso, as mulheres têm menos tempo para a aquisição de competências e menos oportunidades de melhorias de trabalho.
Há uma representação fraca das mulheres na força de trabalho indiana. As mulheres têm uma taxa de abandono escolar dez por cento mais elevada do que os homens nas escolas secundárias e primárias, bem como níveis de alfabetização mais baixos do que os homens. Como o desemprego também é alto na Índia, é fácil para os empregadores manipularem a lei, especialmente quando se trata de mulheres, porque faz parte da cultura indiana as mulheres não discutirem com os homens. Além disso, os sindicatos são insensíveis às necessidades das mulheres. As mulheres também têm que se contentar com empregos que cumpram as suas obrigações como esposas, mães e donas de casa.
O Gangue Gulabi na Índia usa saris cor-de-rosa e carrega lathis (bastões de bambu) para proteção contra ataques físicos e pune maridos abusivos, envergonhando-os publicamente e às vezes espancando-os. Elas também vigiam e expõem espancamentos de dote, morte de dote, violações, casamento infantil, deserção, privação de educação de meninas, abuso sexual infantil e assédio sexual. Elas invadiram esquadras da polícia para exigir que a polícia investigue esses assuntos e outras coisas que afetam a comunidade, como corrupção. A polícia da Índia é notoriamente corrupta e, às vezes, apenas a ameaça de um motim feminino em grande escala os fará agir. Ninguém sabe ao certo quantos delas existem. As estimativas variam de 270.000 a 400.000.
Em 2018, o Supremo Tribunal da Índia derrubou uma lei que tornava crime um homem fazer sexo com uma mulher casada sem a permissão do marido.

### Vestuário
Outra questão que preocupa as mulheres é o código de vestuário que se espera delas. O Islão exige que homens e mulheres se vistam com modéstia; este conceito é conhecido como hijab e abrange uma ampla interpretação de comportamento e vestuário. Há opiniões divergentes entre as feministas sobre os extremos de controlo imposto externamente. Também é esperado de mulheres de outras religiões que sigam códigos de vestuário.
Em 2014, um tribunal de família indiano em Mumbai decidiu que um marido que se opusesse ao facto da sua esposa usar kurta e jeans e forçá-la a usar um sari equivale a crueldade infligida pelo marido e pode ser motivo para buscar o divórcio. A esposa recebeu assim o divórcio por crueldade, conforme definido na secção 27(1)(d) da Lei de Casamento Especial de 1954.

### Comunidade hindu

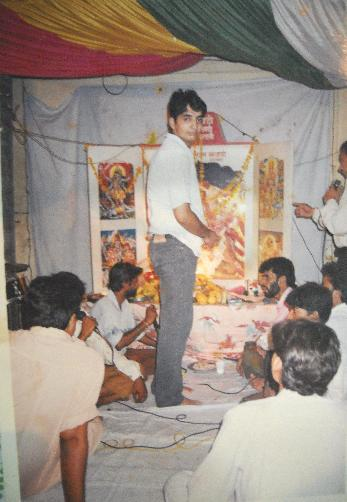
Um jagran em homenagem a Devi, a deusa hindu.

Na religião hindu, houve sucesso parcial em termos de leis de reforma da igualdade de género e direito de família. Embora este seja um grande avanço em relação a outras religiões na Índia, ainda não é um triunfo completo em termos de feminismo e alívio da opressão. Gandhi criou o termo stree shakti (poder das mulheres) para o conceito de feminilidade. Na religião hindu, os deuses não são exclusivamente masculinos. O hinduísmo lança uma luz positiva sobre a feminilidade; as mulheres são consideradas como complementando e completando as suas contrapartes masculinas. É importante notar que tanto a divindade do conhecimento quanto a divindade da riqueza são femininas. Em 1991, o Supremo Tribunal de Kerala restringiu a entrada de mulheres com idade superior a 10 e abaixo da idade de 50 do Santuário Sabarimala, pois estavam em idade de menstruar. No entanto, em 28 de setembro de 2018, o Supremo Tribunal da Índia suspendeu a proibição de entrada de mulheres, tendo afirmado que a discriminação contra as mulheres por qualquer motivo, mesmo religioso, é inconstitucional.
A mitologia hindu revela que o patriarcado, a ideia de que os homens são superiores às mulheres, foi inventado. O épico Mahabharata, por exemplo, refere-se a uma época em que não havia o conceito de casamento. Homens e mulheres eram livres para ir a qualquer pessoa. Feminismo, a ideia de que homens e mulheres são iguais é, no entanto, descoberta no hinduísmo quando as escrituras apontam para a diferença entre a alma e a carne. A alma não tem género. O género vem da carne.
As escrituras e textos antigos parecem fornecer evidências de que o género dessas divindades não era visto como binário, mas mais como um espectro. O criador, Brahma (o criador), é percebido por muitos hindus como sem género. Muitos deuses, como a forma Ardanaríxvara, também são vistos como andróginos. Existem várias palavras em sânscrito e tâmil, como 'pedi', 'kliba' e 'sanda', que sugerem que a civilização está familiarizada há muito tempo com o pensamento e o comportamento queer. A ideia de ardhanariswara, um símbolo de deus como metade homem metade mulher também é uma maneira atraente de representar Brahman em termos humanos porque os limites da masculinidade e da feminilidade não são aparentes. Quando uma pessoa lida com a ideia de um Brahman sem forma, todo abrangente que permeia todas as formas, não é necessário pensar em mulheres e homens atomizados e essencializados. Shakti, força/poder feminino, trata da regeneração, que se baseia na criação e destruição. Esta dupla personificação de deus como feminino e masculino e a preeminência de shakti no simbolismo é um simbolismo único. Pelo menos no campo do simbolismo religioso, não há nada que faça as mulheres sentirem-se inferiores aos homens.
Tanto as mulheres quanto os homens hindus usam bindis na testa, e era tradicionalmente disponível numa miríade de tons de vermelho e pasta de sândalo, ou açafrão: podia ter formato redondo, listrado, linha ou em formas mais decorativas; agora é usado em outras cores também. O ponto na testa onde o bindi é usado marca o ajna chakra, que contém a glândula pineal e o hipotálamo, e é representado pelo Omkara. Liberação, ou a posse de inclinações mais elevadas e mais significativas, e uma volta da mente para o sublime – como a realização pretendida de uma união metafísica/mística com o Infinito, o além e as fronteiras sempre em expansão de ambos os universos e consciência humana - é o que significam as mulheres a usar um bindi. Não há nenhuma compulsão, mas a maioria das mulheres hindus na Índia usa-o durante o dia, com prazer.
Existe uma tal diversidade de “formas de adoração” que os indivíduos podem e exercem o arbítrio no que escolhem seguir em diferentes pontos do seu curso de vida. Existem organizações centralizadas com foco em gurus masculinos ou femininos. Existem formas baseadas em templos onde os sacerdotes ditam a prática de oferendas rituais e que são dominadas por homens. Existem formas devocionais diretas onde há pouca segregação de masculino e feminino, com ênfase na relação direta entre “o deus” e o adorador sem intervenção externa. “A adoração” pode assumir miríades de formas, incluindo combinações de conhecimento, trabalho, fé/devoção e disciplinas a seguir. “Deus” pode ser personificado ou imaginado de milhões de outras maneiras. No final, um indivíduo pode ser qualquer coisa desde um ateu a um seguidor baseado na fé, mudar o objeto de adoração dependendo do estágio da vida e preferências, em suma, encontrar maneiras de viver “manusher dharma”, ou seja, esforçar-se para se tornar mais humano. Em segundo lugar, o hinduísmo assume que os indivíduos provavelmente mudarão durante a sua vida. Toda a noção de ter uma divindade pessoal - uma maneira tangível de pensar sobre Brahman - que reflete o estado emocional e social de uma pessoa, permite muitas escolhas. Embora com que frequência os fundamentos amplos sem género e não discriminatórios da religião sejam mal utilizados por grupos que usam o seu poder para explorar e atropelar outros seres humanos em nome da religião. As “leis” de Manu do século XIII continuam a ser evocadas seletivamente por pessoas cuja desumanidade se reflete no abuso de mulheres.

### Comunidade muçulmana

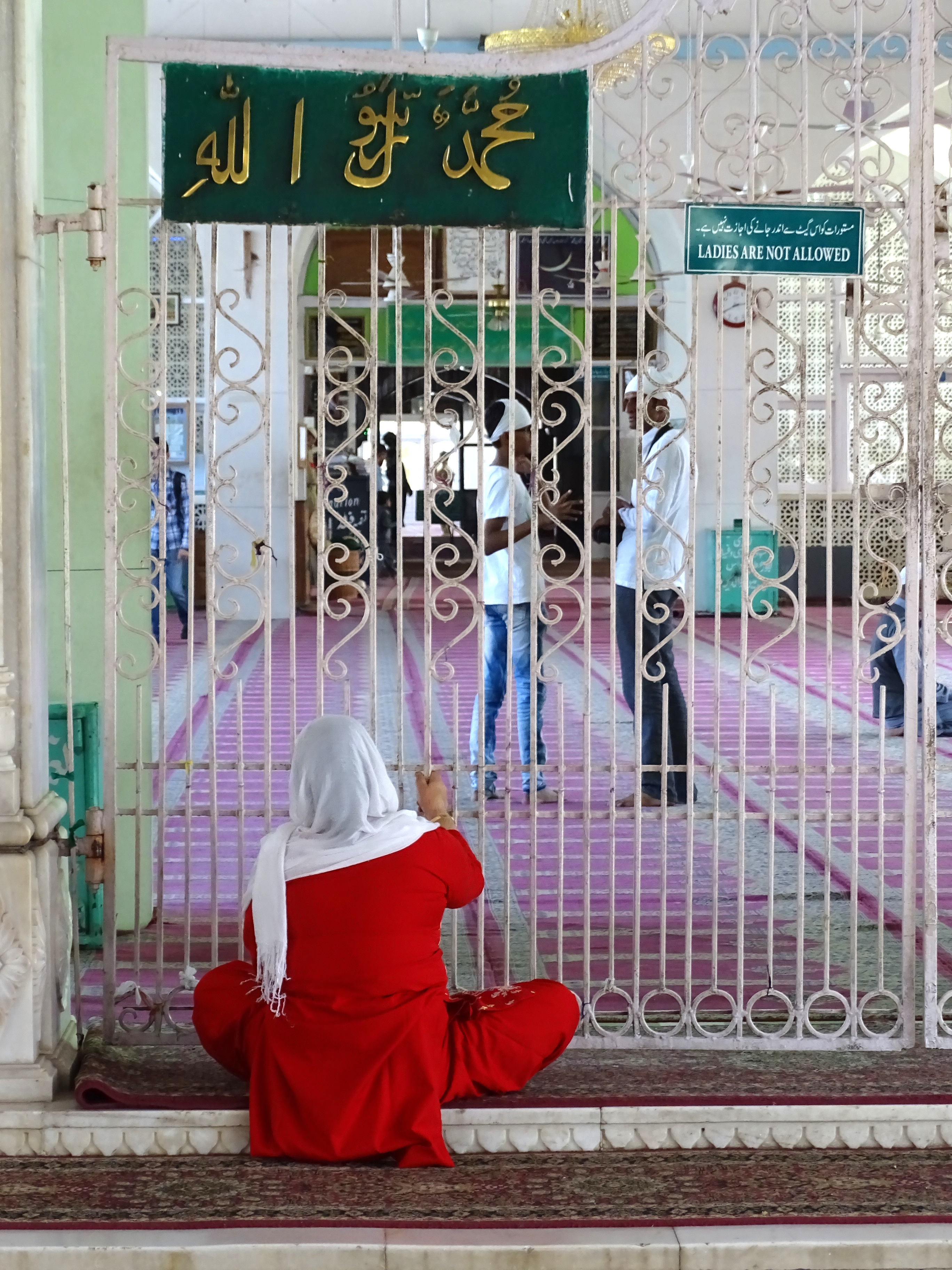
Mulher sentada no limiar do edifício principal do santuário de Hazratbal em Srinagar, Jammu e Caxemira, enquanto a placa no portão diz " Não são permitidas senhoras "

As comunidades hindu e muçulmana na Índia foram tratadas de forma diferente pelo governo em que tipos separados de concessões foram feitas para cada 1 em   acomodar as suas leis e regulamentos religiosos separados. O caso de Shah Bano iniciado em 1985 foi um exemplo de Rajiv Gandhi a tentar fazer "concessões" para a comunidade muçulmana para, por sua vez, garantir apoio ao Congresso. Shah Bano, uma mulher muçulmana de 73 anos, divorciou-se do marido após 43 anos de casamento. De acordo com a Sharia ou Lei Muçulmana, o seu marido não era obrigado a pagar pensão alimentícia. Shah Bano contestou esta decisão no Supremo Tribunal, que finalmente decidiu a seu favor e ordenou que o seu marido lhe pagasse uma pensão mensal de manutenção. Isso causou caos entre os clérigos muçulmanos que denunciaram o julgamento e sugeriram que a sua religião, o Islão, estava sob ataque no país. Com medo de perder o apoio muçulmano geral, Rajiv sucumbiu às pressões dos conservadores Maulavis da comunidade muçulmana e de seu próprio partido e apoiou a Lei das Mulheres Muçulmanas (Proteção dos Direitos no Divórcio), que restringe a pensão alimentícia para mulheres muçulmanas apenas por 90 dias após o divórcio. Isso causou protestos de feministas muçulmanas e nacionalistas hindus que consideraram o apaziguamento de homens muçulmanos pelo Congresso para fins políticos errado e oportunista.
O feminismo foi desafiado por vários grupos minoritários por não atender inteiramente às necessidades das populações minoritárias. Sugeriu-se que o feminismo 'mainstream' era de casta superior e hindu na sua orientação e não abordava as preocupações das mulheres minoritárias. Isso levou à formação do Awaaz-e-Niswaan (A Voz das Mulheres) em 1987 em Mumbai, na parte majoritariamente muçulmana da cidade. A comunidade muçulmana tem leis pessoais que muitas vezes foram consideradas prejudiciais aos direitos das mulheres muçulmanas. A lei pessoal muçulmana permite a poligamia, mas não a poliandria.
A dinâmica dos direitos das mulheres na Índia está no primeiro plano da comunidade muçulmana e do Estado-nação indiano. O Artigo 14 da Constituição Indiana declara “Igualdade perante a lei” e garante a cada pessoa igualdade perante a lei e proteção igual na Índia. O Artigo 15 proíbe a discriminação com base na religião, raça, casta, sexo ou local de nascimento. As mulheres muçulmanas na Índia, no entanto, são usadas tanto como um instrumento e como um símbolo do Islão no sul da Ásia. A Lei Pessoal Muçulmana rege muitos aspectos dos direitos de uma mulher muçulmana casada na Índia. A Lei Pessoal serve um propósito de manter o direito democrático à liberdade de religião e preservar as tradições que fazem parte da Índia há muitos séculos. A ideia de ter 'cidadania diferencial' resultou das diferenças entre as leis constitucionais e pessoais na Índia.
Desde a partição do Paquistão e do Bangladesh, a comunidade muçulmana na Índia foi bastante reduzida. A manutenção das tradições muçulmanas na Índia serve como meio de alcançar a igualdade religiosa, bem como preservar a sua respectiva comunidade sob o Estado-nação indiano. O Islão, embora seja uma das primeiras religiões a defender os direitos das mulheres tanto socialmente quanto na arena política, foi fortemente mal interpretado ao longo dos anos com a morte do profeta islâmico Maomé e com a residência do Islão em diferentes sociedades. Na Índia, "como as mulheres hindus, as mulheres muçulmanas também exigiram reparação legal por poligamia, casamento infantil, purdah e negação de direitos de propriedade".
As leis constitucionais na Índia tomaram mais iniciativas para melhorar a igualdade de género do que a lei pessoal muçulmana. A arena política para os muçulmanos na Índia é predominantemente masculina e a sociedade muçulmana na Índia é fortemente patriarcal. O Ulama recebe críticas maciças por apoiar uma 'interpretação patriarcal' e usar o Alcorão para promover as suas próprias agendas. Os mulás que dominam a arena política dos muçulmanos na Índia não priorizaram a reforma das Leis Pessoais Muçulmanas. Além disso, as mulheres muçulmanas na Índia enfrentam problemas maiores de "analfabetismo, conservadorismo social... dependência económica dos homens, violência doméstica e social, uma grande lacuna entre a igualdade constitucional formal e a real desigualdade, inferioridade e subordinação das mulheres indianas."

### Comunidade sikh
De acordo com a tradição Sikh, homens e mulheres devem seguir os cinco Ks : Kesh (cabelo sem cortes), Kangha (pente), Kara (pulseira de ferro), Kachera (roupa de baixo de algodão) e Kirpan (punhal de ferro). Tanto homens quanto mulheres devem ser tratados igualmente dentro de um Gurudwara, e obrigados a seguir a mesma etiqueta: homens e mulheres devem cobrir a cabeça e usar roupas modestas, sentar-se lado a lado na congregação e comer langar. Embora as escrituras Sikh sejam geralmente recitadas publicamente por homens, não há restrições sobre quem pode se tornar um granthi, e as mulheres também podem inscrever-se. Tanto homens como mulheres podem optar por usar um turbante. As mulheres sikh geralmente adotam o sobrenome Kaur, com o objetivo de rejeitar tanto o casteismo quanto a desigualdade entre homens e mulheres. Da mesma forma, os homens Sikh geralmente usam o sobrenome Singh. A fé Sikh condena as práticas de infanticídio feminino, queima de viúvas, dote, e tratamento de mulheres menstruadas como impuras, e também desencoraja a reclusão e o véu facial. No entanto, muitos destes ainda são praticados pelos sikhs.
O feminismo não ganhou sentido ou tornou-se um princípio operacional na vida indiana até que o país conquistou a independência em 1947 e adotou um governo democrático. A Constituição indiana então concedeu igualdade, liberdade de discriminação baseada em género ou religião e garantias de liberdades religiosas. Além disso, sete planos quinquenais foram desenvolvidos para fornecer saúde, educação, emprego e bem-estar às mulheres. O sexto plano quinquenal chegou a declarar as mulheres "parceiras do desenvolvimento".

### Emprego
Em geral, nas secções rurais e sem instrução da sociedade indiana, que constituem a maior percentagem da população total, as mulheres são vistas como um fardo económico. A suas contribuições para a produtividade são quase invisíveis, pois as suas contribuições familiares e domésticas são negligenciadas. As mulheres indianas contribuíam com quase 36% do emprego total na agricultura e atividades relacionadas, quase 19% no setor de serviços e quase 12,5% no setor industrial no ano 2000. As altas taxas de analfabetismo entre as mulheres limitam-nas a empregos não qualificados e com salários mais baixos com menos segurança no emprego do que os homens. Mesmo em empregos agrícolas, onde o trabalho de homens e mulheres é muito semelhante, as mulheres ainda são mais propensas a receber menos pela mesma quantidade e tipo de trabalho que os homens. Embora o governo da Índia tenha tentado eliminar a desigualdade na força de trabalho, as mulheres ainda recebem tratamento desigual. "Os homens são mais propensos a obter promoções do que as mulheres - além disso, para os homens, a natureza dos seus empregos muitas vezes mudava com essas promoções, ao contrário das mulheres, que geralmente só recebiam mais responsabilidade e maior carga de trabalho.". No entanto, o sindicato de enfermeiras do AIIMS alegou discriminação de género para o recrutamento de Oficiais de Enfermagem, dando 80% dos cargos para candidatas do sexo feminino e o restante para os candidatos do sexo masculino.
Em 1955, o grupo de Bollywood Cine Costume Make-Up Artist & Hair Dressers' Association (CCMAA) criou uma regra que não permitia que as mulheres obtivessem associações como maquilhadoras. No entanto, em 2014, a Supremo Tribunal da Índia decidiu que essa regra violava as garantias constitucionais indianas concedidas nos termos do Artigo 14 (direito à igualdade), 19(1)(g) (liberdade de exercer qualquer profissão) e Artigo 21 ( direito à liberdade). Os juízes do Supremo Tribunal da Índia afirmaram que a proibição de mulheres maquilhadoras membros não tinha “nexo racional” com a causa que se buscava alcançar e era “inaceitável, inadmissível e inconsistente” com os direitos constitucionais garantidos aos cidadãos. O Tribunal também considerou ilegal a regra que determinava que para qualquer artista, mulher ou homem, trabalhar na indústria, ele deveria ter residência de cinco anos no estado em que pretende trabalhar. Em 2015, foi anunciado que Charu Khurana havia se tornado a primeira mulher a ser registeada pela Cine Costume Make-Up Artist & Hair Dressers' Association.

### Globalização
As feministas também estão preocupadas com o impacto da globalização sobre as mulheres na Índia. Algumas feministas argumentam que a globalização levou a mudanças económicas que levantaram mais desafios sociais e económicos para as mulheres, particularmente para as mulheres da classe trabalhadora e das castas mais baixas. Empresas multinacionais na Índia têm sido vistas a explorar o trabalho de 'mulheres jovens, mal pagas e desfavorecidas' em zonas de livre comércio e sweat shops, e usam "jovens de classe média baixa, mulheres educadas" em call centers. Essas mulheres têm poucos direitos laborais efetivos, ou direitos à ação coletiva.
Além disso, as empresas multinacionais são vistas como propagandistas de uma imagem homogénea de mulheres ideais em todo o país, o que causa um aumento na comodificação dos corpos das mulheres. Isso também se manifesta na forma de orgulho nacionalista exibido por mulheres indianas que vencem concursos de beleza internacionais. De acordo com algumas feministas, tais desenvolvimentos ofereceram às mulheres maior autonomia sexual e mais controlo sobre os seus corpos. No entanto, muitas outras feministas sentem que tal comodificaçao dos corpos femininos serviu apenas para alimentar as fantasias masculinas.

### Educação

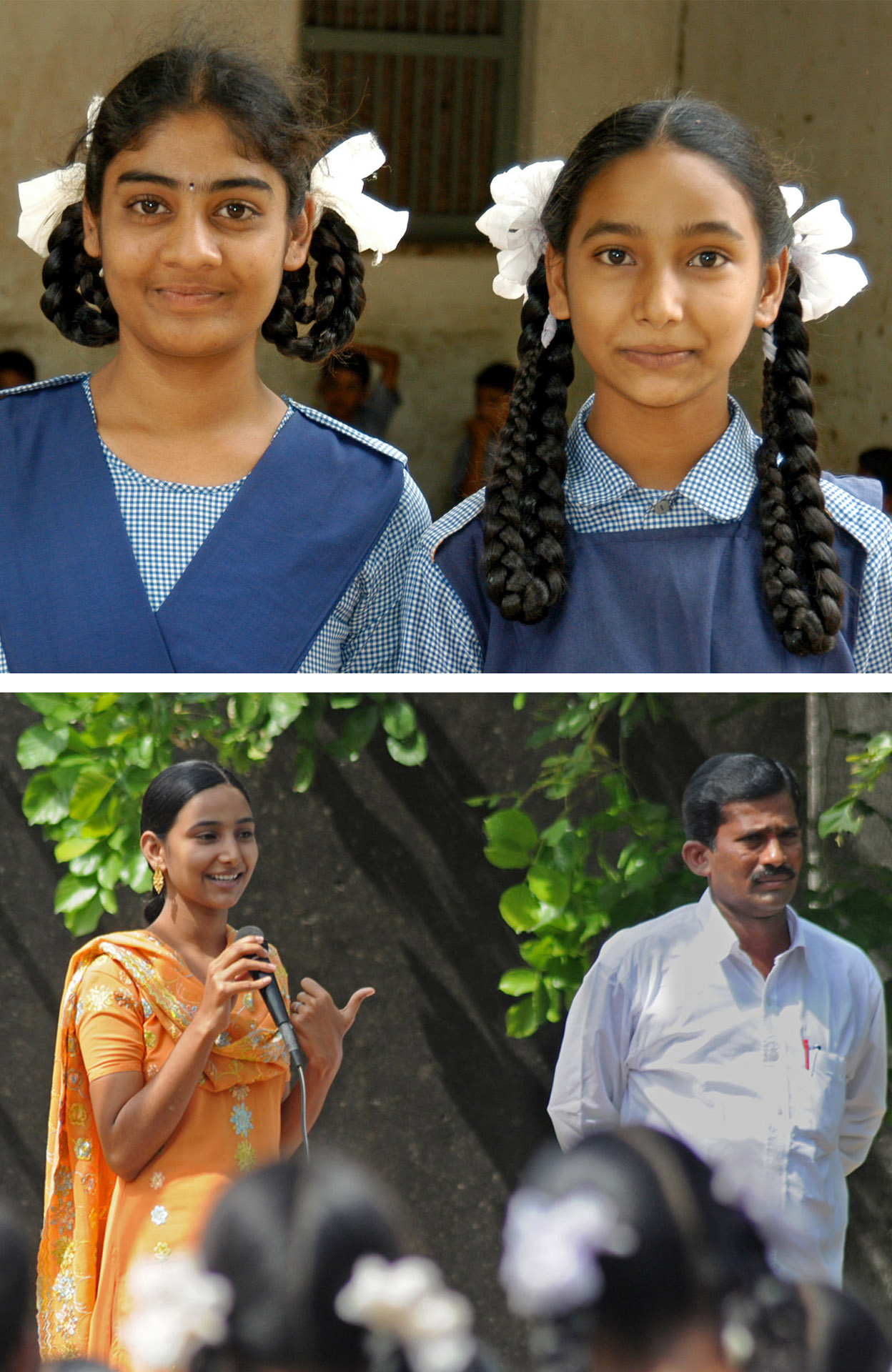
Meninas na Escola Rural de Kalleda, Andhra Pradesh.

Algumas das principais razões pelas quais as meninas são menos propensas a atingir níveis ótimos de educação incluem o facto de que as meninas são necessárias para ajudar as suas mães em casa, foram criadas para acreditar que uma vida de trabalho doméstico é a sua ocupação de destino, têm mães analfabetas que não podem educar os seus filhos, têm dependência económica dos homens e às vezes estão sujeitas ao casamento infantil. Muitas famílias pobres casam as suas filhas cedo com a crença de que quanto mais ela ficar em casa, mais eles necessitarão de investir nela. Além disso, é uma crença popular que elas devem-se casar cedo para que produzam filhos no início da sua vida.
Em 1986, a Política Nacional de Educação (NPE) foi criada na Índia, e o governo lançou o programa chamado Mahila Samakhya, cujo foco foi o empoderamento das mulheres. O objetivo do programa é criar um ambiente de aprendizagem para que as mulheres percebam o seu potencial, aprendam a exigir informações e encontrem o conhecimento para tomar conta das suas próprias vidas. Em certas áreas da Índia, o progresso está a ser feito e um aumento nas matrículas de meninas nas escolas e das professoras começaram a aumentar. Em 2001, a alfabetização das mulheres ultrapassou 50% da população feminina geral, embora essas estatísticas ainda fossem muito baixas em comparação com os padrões mundiais e até mesmo a alfabetização masculina na Índia.  

#### Impacto
- Na fase de pré-seleção, o IIM Indore está agora a dar notas extra às candidatas do sexo feminino.[99]
- A DRDO lançou um esquema de bolsas exclusivamente para meninas no ano de 2019.[100][101]
- As meninas em Haryana agora receberão passaporte com diploma de graduação.[102]

- Raja Ram Mohan Roy (1772–1833) – crusado contra o sati, poligamia, e casamento infantil. Lutou pelos direitos à educação e à heranda de propriedade das mulheres.[103][104]
- Jyotirao Phule (1827–1890) – trabalhou com a sua esposa, Savitribai Phule e amigo, Sadashiv Ballal Govande para estabelecer um centro contra o infanticídio, para ajudar víuvas em trabalho de parto.[105]
- Savitribai Phule (1831–1897) – começou a primeira escola para meninas no subcontinente.[106][107]
- Tarabai Shinde (1850–1910) – ativista cuja obra Stri Purush Tulana é considerada o primeiro texto feminista moderno indiando.[108]
- Pandita Ramabai (1858–1922) – reformadora social e paladina pela emancipação das mulheres na Índia Britânica.[109]
- Kamini Roy (1864–1933) – poeta, sufragista, e a primeira mulher que se formou com honras na Índia.[110]
- Sarala Devi Chaudhurani (1872–1945) – feminista inicial e fundadora da Bharat Stree Mahamandal, umas das primeiras organizações de mulheres na Índia.[111]
- Saroj Nalini Dutt (1887–1925) – reformadora social inicial que foi pioneira na formação de institutos educativos de mulheres em Bengala.[112]
- Durgabai Deshmukh (1909–1981) – ativista pública pela emancipação das mulheres e também a fundadora da Andhra Mahila Sabha.
- Barnita Bagchi – académica e socióloga com um foco na educação das mulheres.[113]
- Jasodhara Bagchi (1937–2015) – fundadora da Faculdade de Estudos Femininos da Universidade de Jadavpur.[114]
- Rita Banerji – autora feminista e fundadora da As 50 Milhões Desaparecidas, um lobby global, online, que trabalha para aumentar a consciencialização sobre o femícidio na Índia.
- Prem Chowdhry – cientista social, feminista, Professora Académica Sénior e crítica da violência contra casais que recusam casamentos arranjadors. É uma Membro Vitalícia do Centro para os Estudos Femininos. Ela é uma conhecida académica de estudos de género, autoridade na economia política e história social do estado de Haryana na Índia[115] e filha de Hardwari Lal,[116] um educador de renome e membro do parlamento do Congresso Nacional Indiano por Haryana.[117]
- Mira Datta Gupta – ativista pelos problemas das mulheres e uma das membros fundadoras da All India Women's Conference.[118]
- Meghna Pant – autora conhecida por tomar uma forte posição feminista na sua escrita e obra.
- Padma Gole – poeta cujas obras retratam fielmente as vidas domésticas das mulheres indianas de classe-média.[119]
- Devaki Jain – fundadora do Fundo do Instituto de Estudos Sociais e académica no campo da economia feminista.[120]
- Anuradha Ghandy (1954–2008) foi uma comunista indiana, feminista proletária e líder revolucionária. Ela foi uma líder proeminente do banido Partido Comunista da Índia (Maoísta). No seu livro "Tendências Filosóficas no Movimento Feminista", ela descreve a história dos movimentos feministas do mundo e critica-os para criar as bases para o feminismo proletário.[121]
- Brinda Karat – primeira mulher membro do Politburo do Partido Comunista da Índia (Maoísta) e antiga vice-presidente do All India Democratic Women's Association (AIDWA).[122]
- Madhu Kishwar – presidente fundadora do Manushi Sangathan, um fórum que irá promover maior justiça social e fortalecer os direitos humanos, especialmente das mulheres. Fundou uma revista: Manushi: A Journal about Women and Societydedicada ao feminismo tal como aos estudos de género e ativismo em 1978 com Ruth Vanita.[123][124]
- Vina Mazumdar – secretária do primeiro Comité sobre o Estatuto das Mulheres na Índia e Diretora fundadora do Centro para o Estudo do Desenvolvimento das Mulheres (CWDS, na sigla em inglês).[125]
- Uma Narayan – académica feminista, e Cátedra de Filosofia no Vassar College.[126]
- Asra Nomani – jornalista Indo-americana, autora de Standing Alone in Mecca: An American Woman's Struggle for the Soul of Islam.
- Medha Patkar – assistente social feminista e política que defende os direitos das mulheres na Índia pós-independência.[127]
- Angellica Aribam - Ativista política, feminista da quarta-onda a trabalhar para ter mais mulheres na política.[128]
- Manasi Pradhan – fundadora da Campanha Nacional Honra pelas Mulheres, um movimento nacional para acabar com a violência contra as mulheres na Índia.
- Amrita Pritam – primeira mulher a ganhar o Préimo Sahitya Akademi para a literatura.
- Gita Sahgal[129] – escritora e jornalista de assuntos sobre feminismo, fundamentalismo, e racismo, uma realizadora de documentários premiados, e uma ativista pelos direitos das mulheres e direitos humanos.[130][131]
- Manikuntala Sen – política no Partido Comunista da Índia cujas memórias descreveram as suas experiências enquanto mulher ativista.[132]
- Vandana Shiva – ambientalista e líder proeminente do movimento Ecofeminista.[133]
- Sophia Duleep Singh –[134] proeminente sufragista e filha de Maharaja Duleep Singh. Foi uma feminista instigadora e é melhor lembrada pelo papel de liderança na Liga de Resistência Fiscal Feminina, mas também participou noutros grupos de sufrágio feminino incluindo a União Social e Política Feminina.[135] Documentos secretos revelaram a sua identifidade como uma instigadora "crítica infratora da lei" pois os seus diários revelaram que ela manteve contactos com os líderes do movimento nacionalista indiano como Gopalkrishna Gokhale, Sarala Devi e Lala Lajpat Rai.[135]
- Nivedita Menon – feminista e académica. Autora de Seeing like a Feminist.
- Nandini Sahu – poeta e académica eco-feminista Indo-Inglesa, autora de Sita (A poem).
- Ruth Vanita – académica, ativista e autora que se especializa em estudos lésbicos e gays, estudos de género, história literária britânica e do Sul da Ásia. Fundou a revista Manushi: A Journal about Women and Society dedicada ao feminismo tal como aos estudos de género e ativismo em 1978 com Madhu Kishwar.[124][136]
- Ramarao Indira – académica, crítica, racionalista que é especialista em pensamento feminista moderno. Tem escrito muitos artigos e livros sobre feminismo em canarês e inglês.[137][138]
- Theilin Phanbuh – Presidente da Comissão para as Mulheres do Estado de Megalaia e premiado com o Padma Shri.[139][140]
- Kirthi Jayakumar – fundadora da Fundação The Red Elephant, autora, artista e feminista intersecional.
- Sharmila Rege – socióloga, feminista dálite, ativista na academia e professora de Estudos Femininos no Centro de Estudos Feminidos de Krantijyoti Savitribai, Universidade de Savitribai Phule Pune, Pune.[141]
- Neera Desai – fundadora do primeiro Centro de Investigação para os Estudos Femininos na Universidade de SNDT. Escreveu a sua tese de M.A. thesis sobre as Mulheres na Índia Moderna, com um foco particular no Movimento Bhakti.[142]
- Rajeswari Sunder Rajan – feminista contemporâneo e académica. Autora de Real and Imagined Women: Gender, Culture, and Postcolonialism.[143]
- Gita Sen – académica, estudiosa, e ativista especialista em políticas de população. Tem trabalhado para o Sistema das Nações Unidas e é a Coordenadora-geral do DAWN (Development Alternatives with Women for a New Era). De momento, Sen é professora adjunta na Universidade de Harvard e Professora Emérita no Instituto Indiano de Gestão de Bangalore.[144]
- Nandini Sahu – eco-feminista contemporânea Indo-Inglesa, poeta e professora
- contemporary eco-feministic Indian English Poet and Professor na Universidade Nacional Aberta Indira Gandhi. Autora de Sita (An Epic).
- Jyoti Puri - Cátedra Hazel Dick Leonard e professora de sociologia na Universidade Simmons. É uma proeminente socióloga feminista que defende abordagens transnacionais e pós-coloniais ao estudo do género, sexualidade, Estado, nacionalismo, morte e migração. O foco inclui leis anti-sodomia na Índia.

- Mulheres na Índia

1. ↑  O último Guru Sikh Guru Gobind Singh, deu a todas as mulheres Sikh, independentemente da sua idade ou estado civil, o nome de Kaur, o que significa que elas não teriam que usar o nome do marido se se casassem.
2. ↑  Algumas pessoas consideram qualquer sistema não patriarcal matriarcal, incluindo assim sistemas igualitários de género, mas a maioria dos acadêmicos exclui-os de matriarcados estritamente definidos.

1. ↑  Ray, Raka. Fields of Protest: Women's Movements in India Arquivado em 2014-07-07 no Wayback Machine. University of Minnesota Press; Minneapolis, MN. 1999. Page 13.
2. ↑  Chaudhuri, Maitrayee. Feminism in India (Issues in Contemporary Indian Feminism) New York: Zed, 2005.
3. ↑  Gangoli (2007), page 16.
4. 1 2  Kumar, Radha. The History of Doing Arquivado em 2016-01-10 no Wayback Machine, Kali for Women, New Delhi, 1998.
5. ↑  Ray (1999), pages 25–28.
6. ↑  Sen, Amartya. "The Many Faces of Gender Inequality". The New Republic. 17 September 2001; page 39.
7. ↑  Gangoli (2007), page 2.
8. ↑  Gangoli, Geetanjali. Indian Feminisms – Law, Patriarchies and Violence in India Arquivado em 2013-05-01 no Wayback Machine. Hampshire: Ashgate Publishing Limited, 2007. Print; pages 10–12.
9. ↑  Partha Chatterjee, "The Nationalist Resolution of the Women's Question", in Recasting Women: Essays in Colonial History Arquivado em 2014-07-07 no Wayback Machine, Kumkum Sangari and Sudesh Vaid, eds. New Brunswick: Rutgers University Press.
10. ↑  Gangoli (2007), page 6.
11. ↑  Gangoli (2007), page 16.
12. ↑  Singh, S. 2010. "Examining the Dharma Driven Identity of Women: Mahabharata's Kunti" – As part of an Anthology titled The Woman Question in the Contemporary Indian English Women Writings, Ed. Indu Swami Publishers Sarup: Delhi.
13. ↑  Bhasin, Kamala and Khan, Nighat Said. "Some Questions on Feminism and Its Relevance in South Asia", Kali for Women, New Delhi, 1986.
14. ↑  Mukherjee, Sucharita Sinha, Women's Empowerment and Gender Bias in the Birth and Survival of Girls in Urban India, in Feminist Economics, vol. 19, no. 1 (January, 2013) (doi:10.1080/13545701.2012.752312), p. 9, citing Srinivas, Mysore Narasimhachar, The Cohesive Role of Sanskritization and Other Essays (Delhi: Oxford University Press, 1989), & Agarwal, Bina, A Field of One's Own: Gender and Land Rights in South Asia (Cambridge: Cambridge Univ. Press, 1994).
15. ↑  Mukherjee, Sucharita Sinha, Women's Empowerment and Gender Bias in the Birth and Survival of Girls in Urban India, op. cit., p. 9.
16. ↑  Kumar, Anuj, Let's Anger Her! (sic), in The Hindu, July 25, 2012 Arquivado em 2012-08-27 no Wayback Machine, as accessed September 29, 2012 (whether statement was by Kumar or Kom is unknown).
17. 1 2  Bhasin, Kamala and Khan, Nighat Said. "Some Questions on Feminism and Its Relevance in South Asia", Kali for Women, New Delhi, 1986.
18. ↑  Singh, S. & Singh, P. (2011). "Shobha De: Deconstructed for Maverick Feminism". In Contemporary Indian Women Novelists in English, Ed. Indu Swami, Sarup: Delhi
19. 1 2  Gangoli (2007), page 6.
20. ↑  Ray (1999), page 14.
21. ↑  «Who is Savitribai Phule? What did she do for women's rights in India?». India Today. Consultado em 24 de agosto de 2016. Arquivado do original em 15 de novembro de 2016
22. ↑  «Savitribai, The Mother Of Modern Girls' Education In India». The Better Indian. 15 de outubro de 2013. Arquivado do original em 26 de agosto de 2016
23. ↑  Gangoli (2007), page 16.
24. ↑  Jewels of Authority: Women and Textual Tradition in Hindu India. New York: Oxford UP, 2002.
25. ↑  Chaudhuri, Maitrayee. Feminism in India (Issues in Contemporary Indian Feminism) New York: Zed, 2005.
26. ↑  Kumar, Radha. The History of Doing Arquivado em 2016-01-10 no Wayback Machine, Kali for Women, New Delhi, 1998.
27. ↑  Kumar, Radha. The History of Doing Arquivado em 2016-01-10 no Wayback Machine, Kali for Women, New Delhi, 1998.
28. ↑  Napier, William. (1851) History of General Sir Charles Napier's Administration of Scinde. (P. 35). London: Chapman and Hall Arquivado em 2016-06-03 no Wayback Machine at books.google.com, accessed 10 July 2011
29. ↑  Kumar, Radha. The History of Doing Arquivado em 2016-01-10 no Wayback Machine, Kali for Women, New Delhi, 1998.
30. ↑  Gangoli (2007), page 16.
31. ↑  Gangoli (2007), pages 88–89.
32. ↑  Herpreet Kaur Grewal (31 de dezembro de 2010). «Rebel Queen – a thorn in the crown». The Guardian. Arquivado do original em 5 de outubro de 2015
33. ↑  Aparna Basu. «Indian Women's Movement» (PDF). Consultado em 24 de março de 2014. Arquivado do original (PDF) em 27 de fevereiro de 2013
34. ↑  Kumar, Radha. The History of Doing Arquivado em 2016-01-10 no Wayback Machine, Kali for Women, New Delhi, 1998.
35. ↑  Kumar, Radha. The History of Doing Arquivado em 2016-01-10 no Wayback Machine, Kali for Women, New Delhi, 1998.
36. ↑  Gangoli (2007), page 17-18.
37. ↑  Chaudhuri, Maitrayee. Feminism in India (Issues in Contemporary Indian Feminism) New York: Zed, 2005.
38. ↑  Kumar, Radha. The History of Doing Arquivado em 2016-01-10 no Wayback Machine, Kali for Women, New Delhi, 1998.
39. 1 2  Kumar, Radha. The History of Doing Arquivado em 2016-01-10 no Wayback Machine, Kali for Women, New Delhi, 1998.
40. ↑  The Editors. «Indira Gandhi | biography - prime minister of India | Encyclopædia Britannica». Britannica.com. Consultado em 21 de abril de 2015. Arquivado do original em 3 de maio de 2015
41. ↑  «Section 53 in The Code Of Criminal Procedure, 1973». indiankanoon.org. Consultado em 27 de outubro de 2017. Arquivado do original em 31 de março de 2020
42. ↑  Viswanathan, T.K. «The Code of Criminal Procedure (Amendment) Act, 2005» (PDF). mha.nic.in. Cópia arquivada (PDF) em 27 de outubro de 2017
43. ↑  George Iype. «Ammu may have some similarities to me, but she is not Mary Roy». rediff. Consultado em 12 de maio de 2013. Arquivado do original em 11 de fevereiro de 2013
44. ↑  George Jacob (29 de maio de 2006). «Bank seeks possession of property in Mary Roy case». The Hindu. Consultado em 12 de maio de 2013. Arquivado do original em 31 de maio de 2006
45. ↑  Jacob, George (20 de outubro de 2010). «Final decree in Mary Roy case executed». The Hindu. Consultado em 21 de outubro de 2010. Arquivado do original em 30 de março de 2014
46. ↑  Desk, The Hindu Net (28 de setembro de 2018). «Supreme Court upholds the right of women of all ages to worship at Sabarimala | Live updates». The Hindu (em inglês). ISSN 0971-751X. Consultado em 28 de setembro de 2018. Arquivado do original em 28 de setembro de 2018
47. ↑  «Women Of All Ages Can Enter Sabarimala Temple, Says Top Court, Ending Ban». NDTV.com. Consultado em 28 de setembro de 2018. Arquivado do original em 29 de setembro de 2018
48. 1 2  Panda, Pradeep, Bina Agarwal, Population Council, New Delhi, India, and Institute of Economic Growth, University of Delhi, India. "Marital Violence, Human Development and Women's Property Status in India". World Development (2005). 18 March 2013.
49. ↑  Deshpande, Sanjay (2019). «Sociocultural and Legal Aspects of Violence Against Men». Journal of Psychosexual Health. 1 (3–4): 246–249. doi:10.1177/2631831819894176
50. ↑  «(PDF) Domestic Violence against Men». Consultado em 20 de julho de 2020. Arquivado do original em 3 de junho de 2021
51. ↑  «Criminal Law (Amendment) Act, 2013» (PDF). Government of India. Consultado em 11 de abril de 2013. Arquivado do original (PDF) em 17 de abril de 2013
52. 1 2 3  «Section 376A, The Criminal Law (Amendment) Act, 2013» (PDF). The Gazette of India. Government of India. 2013. Cópia arquivada (PDF) em 7 de novembro de 2013
53. 1 2 3 4  Jiloha, R.C. (julho–setembro de 2013). «Rape: Legal issues in mental health perspective». Indian Journal of Psychiatry. 55 (3): 250–255. PMC 3777346. PMID 24082245. doi:10.4103/0019-5545.117141
54. ↑  Roy, Rajesh (21 de março de 2013). «India parliament clears tough rape law». The Wall Street Journal. Consultado em 8 de setembro de 2019. Arquivado do original em 18 de julho de 2020
55. ↑  PTI (19 de maio de 2013). «No two-finger test for rape: SC». The Hindu. Consultado em 18 de outubro de 2013. Arquivado do original em 24 de junho de 2014
56. ↑  «Two-finger test should be stopped with immediate effect: SC». The Times of India. 20 de maio de 2013. Consultado em 18 de outubro de 2013. Arquivado do original em 8 de junho de 2013
57. ↑  PTI (28 de junho de 2014). «Wife's jeans ban is grounds for divorce, India court rules». GulfNews.com. Consultado em 28 de outubro de 2015. Arquivado do original em 7 de fevereiro de 2016
58. ↑  «Woman can be 'karta'of a family: Delhi high court». The Times of India. Arquivado do original em 31 de janeiro de 2016
59. ↑  Biswas, Soutik (27 de setembro de 2018). «Adultery no longer a crime in India». BBC News. Consultado em 27 de setembro de 2018. Arquivado do original em 27 de setembro de 2018
60. ↑  Regan, Helen (18 de janeiro de 2019). «Indian woman is first to climb Kerala mountain reserved for men - CNN». Edition.cnn.com. Consultado em 31 de janeiro de 2019. Arquivado do original em 31 de janeiro de 2019
61. ↑  Narain, Vrinda. Reclaiming the nation: Muslim women and the law in India Arquivado em 2014-07-07 no Wayback Machine. Toronto [Ont.]: University of Toronto, 2008.
62. ↑  Bhatt, Ela R. We are Poor but So Many: the Story of Self-Employed Women in India. New York: Oxford UP, 2005.
63. ↑  Singh, S. & Singh, P. (2011). "Shobha De: Deconstructed for Maverick Feminism". In Contemporary Indian Women Novelists in English, Ed. Indu Swami, Sarup: Delhi
64. ↑  Chaudhuri, Maitrayee. Feminism in India (Issues in Contemporary Indian Feminism) New York: Zed, 2005.
65. ↑  Chaudhuri, Maitrayee. Feminism in India (Issues in Contemporary Indian Feminism) New York: Zed, 2005.
66. ↑  Missing Women: Female-Selective Abortion and Infanticides. Dir. Manon Loizeau, Films for the Humanities & Sciences. A Films Media Group Company, 2006.
67. 1 2  Sen, Amartya. "The Many Faces of Gender Inequality". The New Republic. 17 September 2001; page 39.
68. ↑  Sen, Amartya. "The Many Face of Gender Inequality". The New Republic, 17 September 2001; page 40.
69. ↑  Ray (1999), pages 25–28.
70. ↑  Ray (1999), pages 25–28.
71. ↑  Chaudhuri, Maitrayee. Feminism in India (Issues in Contemporary Indian Feminism) New York: Zed, 2005.
72. ↑  Biswas, Soutik (27 de setembro de 2018). «Adultery no longer a crime in India». BBC News. Consultado em 27 de setembro de 2018. Arquivado do original em 27 de setembro de 2018
73. 1 2  PTI (28 de junho de 2014). «Wife's jeans ban is grounds for divorce, India court rules». GulfNews.com. Consultado em 28 de outubro de 2015. Arquivado do original em 7 de fevereiro de 2016
74. ↑  Narain, Vrinda. Reclaiming the nation: Muslim women and the law in India Arquivado em 2014-07-07 no Wayback Machine. Toronto [Ont.]: University of Toronto, 2008.
75. ↑  Chaudhuri, Maitrayee. Feminism in India (Issues in Contemporary Indian Feminism) New York: Zed, 2005.
76. ↑  Desk, The Hindu Net (28 de setembro de 2018). «Supreme Court upholds the right of women of all ages to worship at Sabarimala | Live updates». The Hindu (em inglês). ISSN 0971-751X. Consultado em 28 de setembro de 2018. Arquivado do original em 28 de setembro de 2018
77. ↑  «Women Of All Ages Can Enter Sabarimala Temple, Says Top Court, Ending Ban». NDTV.com. Consultado em 28 de setembro de 2018. Arquivado do original em 29 de setembro de 2018
78. ↑  Citation: JT 2005 (6) SC 266 Honourable Judges: Arijit Pasayat and H.K. Sema, JJ. Issue: Evidence Act, 1872 – Section 113B; Criminal Law (Second Amendment) Act, 1983; Dowry Prohibition Act, 1961; Indian Penal Code, 1860 – Sections 304B, 306 and 498A; Criminal Procedure Code (CrPC), 1973; Constitution of India – Articles 14 and 32 Date of Judgment: 19 July 2005 Case No: Writ Petition (C) No. 141 of 2005 More cases on : Evidence Act Total [592]
79. ↑  Gangoli (2007), page 34-35.
80. ↑  Suneetha, A. (2012). «UC Berkeley Library Proxy Login». Economic and Political Weekly. 47 (43): 40–48. JSTOR 41720299
81. ↑  Shukla, Shashi; Shukla, Sashi (1996). «UC Berkeley Library Proxy Login». The Indian Journal of Political Science. 57 (1/4): 1–13. JSTOR 41855734
82. ↑  Harbans, Bhatia; Bakshi, Shiri Ram (1999). Political Ideology Of The Sikhs. [S.l.]: Deep & Deep Publications. ISBN 9788176291354
83. ↑  Singh, Darshan (janeiro de 2004). Guru Granth Sahib Among The Scriptures Of The World. Patiala: Punjabi University. ISBN 9788173809286
84. ↑  Pruthi, Raj (2004). Sikhism and Indian Civilization. [S.l.]: Discovery Publishing House. 105 páginas. ISBN 9788171418794. Consultado em 9 de outubro de 2021. Cópia arquivada em 9 de outubro de 2021
85. ↑  Kaur-Singh, Nikky-Guninder (1993). The Feminine Principle in the Sikh Vision of the Transcendent Arquivado em 2021-10-09 no Wayback Machine. Cambridge University Press ISBN 0521432871. pp. 4.
86. ↑  Jhutti-Johal, Jagbir (2011). Sikhism Today. [S.l.]: A&C Black. 35 páginas. ISBN 9781847062727. Consultado em 9 de outubro de 2021. Cópia arquivada em 9 de outubro de 2021
87. 1 2  Chaudhuri, Maitrayee. Feminism in India (Issues in Contemporary Indian Feminism) New York: Zed, 2005.
88. ↑  Narain, Vrinda. Reclaiming the nation: Muslim women and the law in India Arquivado em 2014-07-07 no Wayback Machine. Toronto [Ont.]: University of Toronto, 2008.
89. ↑  Esteve-Volart, Berta (2004). «Women and the Labour Market in India: Some Background» (PDF). Gender Discrimination and Growth: Theory and Evidence from India. Cópia arquivada (PDF) em 22 de março de 2012
90. ↑  «AIIMS Nurses Union alleges gender discrimination in reservation for nursing officers' recruitment | Delhi News - Times of India». The Times of India. Consultado em 20 de julho de 2020. Arquivado do original em 11 de dezembro de 2020
91. ↑  «AIIMS Nurses Union anguished over gender reservation in recruitment process for Nursing Officers post». Consultado em 20 de julho de 2020. Arquivado do original em 20 de julho de 2020
92. ↑  «AIIMS resident doctor attempts suicide over 'caste and gender discrimination'». 20 de abril de 2020. Consultado em 20 de julho de 2020. Arquivado do original em 5 de novembro de 2021
93. 1 2 3 4  Samyabrata Ray Goswami (11 de novembro de 2014). «Women get makeup justice». Telegraphindia.com. Consultado em 21 de abril de 2015. Arquivado do original em 31 de janeiro de 2015
94. ↑  Amit Anand Choudhary (21 de abril de 2015). «Bollywood make-up artists' group inducts first woman after SC rap». Timesofindia.indiatimes.com. Consultado em 21 de abril de 2015. Arquivado do original em 26 de abril de 2015
95. ↑  Gangoli (2007), page 13.
96. ↑  Gangoli (2007), page 124.
97. ↑  Gangoli (2007), page 13.
98. ↑  Raman, Sita Anantha. Women in India: A Social and Cultural History, pg 236. Praeger, 2009.
99. ↑  Verma, Prachi. «IIM: Class of 2021: Gender diversity gets a big boost at IIMs». The Economic Times. Consultado em 20 de julho de 2020. Arquivado do original em 1 de julho de 2020
100. ↑  «DRDO Scholarship scheme exclusively for girls-2019 | Defence Research and Development Organisation - DRDO, Ministry of Defence, Government of India». Consultado em 20 de julho de 2020. Arquivado do original em 20 de julho de 2020
101. ↑  «Scholarship Schemes | Defence Research and Development Organisation - DRDO, Ministry of Defence, Government of India». Consultado em 20 de julho de 2020. Arquivado do original em 20 de julho de 2020
102. ↑  «Girl students in Haryana to get passport with graduation degree: CM Manohar Lal Khattar». Consultado em 20 de julho de 2020. Arquivado do original em 20 de julho de 2020
103. ↑  «Raja Ram Mohan Roy - One of the Greatest Feminists». in.makers.yahoo.com (em inglês). Consultado em 4 de fevereiro de 2021. Arquivado do original em 26 de janeiro de 2021
104. ↑  «How Raja Ram Mohan Roy Was Among The Pioneers Of Indian Feminist Movement». IndiaTimes (em inglês). 22 de maio de 2018. Consultado em 4 de fevereiro de 2021. Arquivado do original em 13 de dezembro de 2018
105. ↑  Kashyap, Sanjeet (28 de novembro de 2019). «The Radical Humanism of Jyotiba Phule». Spontaneous Order (em inglês). Consultado em 4 de fevereiro de 2021. Arquivado do original em 2 de março de 2021
106. ↑  «Who is Savitribai Phule? What did she do for women's rights in India?». India Today. Consultado em 24 de agosto de 2016. Arquivado do original em 15 de novembro de 2016
107. ↑  «Savitribai, The Mother Of Modern Girls' Education In India». The Better Indian. 15 de outubro de 2013. Arquivado do original em 26 de agosto de 2016
108. ↑  Tharu, Susie J.; Ke Lalita (1991). Women Writing in India: 600 B.C. to the Present (Vol. 1). [S.l.]: Feminist Press. ISBN 978-1-55861-027-9. Cópia arquivada em 3 de março de 2018
109. ↑  Pandita Ramabai
110. ↑  Sengupta, Subodh Chandra and Bose, Anjali (editors), 1976/1998, Sansad Bangali Charitabhidhan (Biographical dictionary) Vol I, (em bengali), p83, ISBN 81-85626-65-0
111. ↑  Ray, Bharati. Early Feminists of Colonial India: Sarala Devi Chaudhurani and Rokeya Sakhawat Hossain. Oxford University Press, USA. 2002.
112. ↑  Sengupta; Basu, Anjali, eds. (janeiro de 2002). «সরোজনলিনী দত্ত» [Saroj Nalini Dutt]. Samsad Bangali Charitabhidhan (Bibliographical Dictionary) (em bengalês). 1 4th ed. Kolkata: Shishu Sahitya Samsad. 565 páginas. ISBN 978-81-85626-65-9
113. ↑  «Barnita Bagchi's faculty page at the University of Utrecht». Consultado em 7 de dezembro de 2011. Cópia arquivada em 8 de julho de 2012
114. ↑  Mahrota, Deepti Priya (2005). «The Woman shaped by Mother». Consultado em 7 de dezembro de 2011. Cópia arquivada em 7 de fevereiro de 2012
115. ↑  «Political Economy of Production and Reproduction». Consultado em 20 de abril de 2015. Arquivado do original em 5 de novembro de 2013
116. ↑  «The Sunday Tribune - Books». Consultado em 20 de abril de 2015. Arquivado do original em 3 de março de 2016
117. ↑  «Social Scientist, issues 244-46, Sept-Nov 1993, page 112. -- The Social Scientist -- Digital South Asia Library». Consultado em 20 de abril de 2015. Arquivado do original em 27 de abril de 2015
118. ↑  «Key Highlights of General Elections 1951 to the Legislative Assembly of West Bengal» (PDF). Consultado em 20 de abril de 2015. Arquivado do original (PDF) em 5 de março de 2016
119. ↑  Kanwar Dinesh Singh (2004). Feminism and Postfeminism: The Context of Modern Indian Women Poets Writing in English. Solan: Sarup & Sons. ISBN 978-81-7625-460-1
120. ↑  Jain, Devaki. 2005. Women, Development, and the UN – A Six-Year Quest for Equality and Justice. Bloomington: Indiana University Press. ISBN 0-253-34697-5
121. ↑  «Anuradha Ghandy a world notable proleteriat feminist» (em inglês). Consultado em 13 de julho de 2020. Arquivado do original em 26 de maio de 2021
122. ↑  Karat, Brinda. Survival and Emancipation: Notes from Indian Women's Struggles. Three Essays Collective, New Delhi, 2005. ISBN 81-88789-37-2.
123. ↑  Madhu Kishwar
124. 1 2  Manushi
125. ↑  «First Anniversary Special – Fifty Faces, A Million Reasons: Vina Mazumdar : Gender Activist». Outlook. 23 de outubro de 1996. Arquivado do original em 9 de junho de 2011
126. ↑  Uma Narayan
127. ↑  Chaudhuri, Maitrayee. Feminism in India (Issues in Contemporary Indian Feminism) New York: Zed, 2005.
128. ↑  «Archived copy». Consultado em 3 de julho de 2019. Arquivado do original em 4 de julho de 2019
129. ↑  Gita Sahgal
130. ↑  Guttenplan, D.D.; Margaronis, Maria. «Who Speaks for Human Rights?». The Nation. Consultado em 20 de março de 2010. Arquivado do original em 24 de março de 2010
131. ↑  Yuval-Davis, Nira; Kannabiran, Kalpana; Kannabirān, Kalpana; Vieten, Ulrike; Kannabiran, Professor Regional Director Council for Social Development Kalpana (10 de agosto de 2006). The situated politics of belonging – Google Books. [S.l.: s.n.] ISBN 9781412921015. Consultado em 4 de março de 2010. Cópia arquivada em 31 de dezembro de 2013
132. ↑  Manikuntala Sen, In Search of Freedom: An Unfinished Journey, (Calcutta: Stree, 2001). Translated from the Bengali by Stree. Original Bengali title Shediner Katha (Calcutta: Nabapatra Prakashan, 1982).
133. ↑  Who's Who of Women and the Environment – Vandana Shiva Arquivado em 2012-10-28 no Wayback Machine United Nations Environment Programme (UNEP)
134. ↑  «Princess Sophia Duleep Singh – Timeline». History Heroes organization. Arquivado do original em 14 de junho de 2016
135. 1 2  Anand, Anita (14 de janeiro de 2015). «Sophia, the suffragette». The Hindu. Arquivado do original em 10 de março de 2015
136. ↑  Ruth Vanita
137. ↑  «Professor Dr. R.Indira». Arquivado do original em 19 de fevereiro de 2015
138. ↑  «Prof. R. Indira Elected as Secretary of Indian Sociological Society». Star of Mysore (Mysore, India). 13 de janeiro de 2014. Arquivado do original em 24 de setembro de 2015
139. ↑  «Take stern action against girl's murderer». Oh Meghalaya. 6 de outubro de 2015. Consultado em 4 de dezembro de 2015. Arquivado do original em 8 de dezembro de 2015
140. ↑  «Women's Commission Seeks Report on Tribal Woman's Death in Police Station». ND TV. 8 de julho de 2015. Consultado em 4 de dezembro de 2015. Arquivado do original em 8 de dezembro de 2015
141. ↑  John, Mary (2013). «Obituary Sharmila Rege, 1964–2013». Contributions to Indian Sociology. 47 (3): 445–448. doi:10.1177/0069966713506396
142. ↑  «Indian Association for Women's Studies (IAWS) • Special Issue • December 2009, Volume II, No.5»
143. ↑  «Rajeswari Sunder Rajan». as.nyu.edu (em inglês). Consultado em 17 de novembro de 2018. Arquivado do original em 15 de novembro de 2018
144. ↑  «Gita Sen » High-Level Task Force for the International Conference on Population and Development (Secretariat)» (em inglês). Consultado em 15 de dezembro de 2018. Arquivado do original em 15 de dezembro de 2018

- Bhasin, Kamla; Khan, Nighat Said (1986). Some questions on feminism and its relevance in South Asia. New Delhi: Kali for Women. ISBN 9788185107141
- Chaudhuri, Maitrayee (2005). Feminism in India. Col: Issues in Contemporary Indian Feminism. London New York New York: Zed Books. ISBN 9781842776025
- Madhavananda, and R. C. Majumdar.  Great women of India. Mayavati (2014)
- Jain, Pratibha; Sharma, Sangeeta (1995), «Women in the freedom struggle: invisible images», in:  Jain Sharma; Sangeeta, Women images, Jaipur: Rawat Publications, OCLC 34318242.
- Singh, Maina Chawla (junho de 2004). «Feminism in India». Asian Journal of Women's Studies. 10 (2): BR2. Cópia arquivada em 18 de janeiro de 2016
- Kishwar, Madhu (2008). Zealous reformers, deadly laws: battling stereotypes. Los Angeles: Sage Publications. ISBN 9780761936374
- Madhu Kishwar. "The Daughters of Aryavarta: Women in the Arya Samaj movement, Punjab". In Women in Colonial India; Essays on Survival, Work and the State, edited by J. Krishnamurthy, Oxford University Press, 1989.

- Manushi – Fórum pelos Direitos da Mulher e Reformas Democráticas
- "Nada para voltar - O destino das viúvas de Vrindavan, Índia" WNN - Women News Network 5 de novembro de 2007